# Палеоконтинент

Палеоконтиненты Лавразия и Гондвана

Палеоконтине́нт (от греч. πᾰλαιός — древний и лат. continens — объемлющий, непрерывный), или древний материк, — в геологии, сопоставимый с материком по размеру и строению массив суши, существовавший на Земле в геологическом прошлом. Расположение и рельеф древних континентов изучаются палеогеографией.
Согласно научным представлениям о динамике планетной поверхности, на геологически активной планете земного типа кора организуется во взаимодействующие блоки, их форма и расположение непрерывно меняются, при этом древние, устойчивые участки коры континентального типа плавают по поверхности, разделяемые достаточно быстро обновляющейся корой океанической. Тектонические процессы и дрейф литосферных плит определяют форму, размеры, рельеф и геологическое строение континентов, их расположение на поверхности планеты. На форму береговой линии и размеры суши также прямое влияние имеет уровень Мирового океана, изменения которого также находятся в сложном динамическом равновесии с другими геологическими и биологическими процессами.
Изучение географии прежних геологических эпох непосредственно связано также с реконструкциями древнего климата и с пониманием процессов развития жизни. Так например, установлено, что некоторые крупные группы млекопитающих происходят от популяций, некогда изолированных на осколках мезозойской Пангеи.

## История изучения

### Предания об исчезнувших землях
Геологический масштаб времени, в котором изменяется рельеф и очертания континентов, долго не был доступен человеческому разумению, поэтому идеи о некогда существовавших, но исчезнувших землях воспринималась в контексте мифологических рассказов о вымышленных странах. Изменения рельефа, например, катастрофические наводнения, выпадали на долю немногих поколений, и со временем сведения о них сплетались с мифологией. Так, самое известное из древних преданий об исчезнувшей суше — Атлантиде — уже ко временам Платона воспринималось как легенда. Современные исследователи считают, что в этом мифе могли сохраниться впечатления от Санторинского извержения (за девять веков до Платона), либо даже о катаклизмах начала голоцена (как раз за девять тысячелетий, как и значится в платоновском тексте), когда обширные территории быстро осушались и затоплялись. Отголоски подобных событий можно находить в распространённых у самых разных народов мифах о потопе.

### Становление научной палеогеографии (XVII—XX вв)
Эпоха Географических Открытий принесла человечеству сведения о расположении материков, и сразу же стало обращать на себя внимание совпадение береговых линий Африки и Южной Америки по две стороны южной Атлантики. Уже в 1587 году голландский картограф Абрахам Ортелий выдвинул идею, что Атлантический океан образовался вследствие отрыва Америк от Европы и Африки и их дрейфа на запад. Такого же мнения придерживались Френсис Бекон и многие мыслители последующих веков, однако ввиду отсутствия научного объяснения феномена, горизонтальное смещение материков долгое время оставалось лишь гипотезой.
Начиная с XVII века развиваются научные знания о планете, появляется геология, и уже к началу XIX века становится ясно, что горные породы, слагающие земную поверхность, формировались за очень большие временные промежутки, намного превосходящие те, которые были известны человечеству прежде (согласно первым же оценкам, возраст Земли составлял не менее сотен тысяч лет и постоянно пересматривался в сторону увеличения). Высоко в горах обнаруживали породы, свойственные морскому дну и усеянные окаменелостями морских организмов. Подобные факты свидетельствуют о том, что рельеф планеты в геологическом масштабе времени радикально изменялся, однако потребовалось ещё более двух столетий, чтобы понять механизмы этих изменений и географическую динамику Земли в далёком прошлом.
С середины XIX века развивается стратиграфия, приходит понимание того, что слагающие земную кору пласты имеют разный возраст и формировались в различных условиях, составляются гипотетические карты древних эпох, отражающие особенности осадконакопления в разных регионах. Так например, территории, имеющие пласт донных осадков, изображались как покрытые в соответствующую пласту эпоху морем. В основе эта методика используется и сейчас, однако в XIX веке в геологии преобладала парадигма вертикальных движений коры: предполагалось, что крупные участки поверхности могут подниматься и опускаться, становясь, таким образом, то океаном, то материком, а горизонтальное перемещение тектонических блоков рассматривалось как менее вероятное. Одним из аргументов в пользу того, что на месте некоторых океанов некогда существовала суша, рассматривалось фаунистическое районирование: предполагалось, что, например, обитание схожих животных и растений по оба берега океана происходит вследствие их общего происхождения с суши, когда-то связывавшей два нынешних материка. Такими «мостами» могли бы служить как массивы континентальных размеров, так и цепочки вулканических островов, которые могут возникать и опускаться под воду по геологическим меркам достаточно быстро. Также обращало на себя внимание сходство геологического строения некоторых разделённых морями и океанами регионов разных материков. Это могло трактоваться как свидетельство дрейфа континентов, но находило объяснение и с позиций фиксизма.
Широкое распространение геологических знаний в конце XIX века привело к их проникновению в ряд неомистических учений, которые популяризовали идею о ныне не существующих континентах, поместив на них мнимые цивилизации прошлого, бывшие, по их мнению, первоисточником человеческой культуры. Так в Атлантический океан оккультисты помещали Атлантиду, в Индийский — Лемурию, в Ледовитый — Арктиду-Гиперборею, а в Тихий — континент Му (Пацифиду). Издавались полученные спиритическим методом карты этих мнимых древних материков (в основном находящихся на месте океанов, но включающие и некоторые территории современной суши). К тому времени становился известен рельеф океанского дна, и океанические хребты наивно принимались этими авторами за опустившиеся на дно горы древних континентов, а глубоководные желоба — за русла древних рек. Впрочем, эти предположения находились в русле научных гипотез того времени. Даже Ф. Энгельс писал о вероятном «происхождении человека от обезьяны, жившей на континенте, опустившемся на дно Индийского океана».
В 1912 году Альфредом Вегенером была предложена теория дрейфа континентов, согласно которой современные материки являются осколками некогда существовавшего суперконтинента Пангеи — Пангея стала первой научной палеогеографической гипотезой. Однако в первые десятилетия теория была в целом отвергнута научным сообществом из-за отсутствия удовлетворительного объяснения механизма движения плит. В СССР идеи мобилизма также были сочтены «недостаточно марксистскими» и практически не рассматривались вплоть до окончательного становления теории тектонических плит в 1970-х.
Открытие в 1960-х расползания океанской коры и магнитных аномалий вдоль океанических хребтов привело к созданию теории литосферных тектонических плит, объяснившей физическую природу двигающих плиты сил. Вскоре движения материков были зафиксированы точными геодезическими измерениями, и теория дрейфа континентов получила повсеместное принятие. Таким образом стала очевидной реальность древних крупнейших массивов, сложенных гранитно-метаморфической корой континентального типа: Родиния, Паннотия, Лавразия, Гондвана и Пангея. Современные континенты являются осколками этих суперконтинентов, существовавших в последний миллиард лет.
Дальнейшие исследования, применение палеомагнитного метода, сопоставление геологических структур, вещественных и фаунистических комплексов, формировавшихся в пределах разных тектонических плит позволили в конце XX — начале XXI веков реконструировать с высокой долей достоверности возможные взаимоотношения между блоками земной коры, включая и палеоконтиненты. Работа над палеореконструкциями положения материков продолжается и до сих пор.

### Научная палеогеография (с серединыXX века)
Теория тектонических плит произвела революцию в науках о Земле, дала понимание происходящих в литосфере процессов и позволила в частности установить приблизительное расположение блоков коры в древние эпохи — от появления на Планете первых материков (~3,5 млрд л.н.) и до современности — а также сделать футурогеографический прогноз на ближайшие сотни миллионов лет. Палеогеография материков последнего миллиарда лет восстановлена сейчас с умеренной степенью надёжности, фанерозойская палеогеография (последнего полумиллиарда) — с высокой.

## Древние материки

### Первые континенты.Архей(ранее 2,5 млрд л.н.)
История возникновения и первых этапов развития литосферы и гидросферы Земли восстанавливается пока только приблизительно. Первичная земная кора принадлежала океаническому типу, однако уже в архее начинают формироваться блоки континентальной коры — примерно 7 % современной материковой коры имеет архейский возраст. Древнейшие обнаруженные горные породы (формация Исуа в Гренландии) сложились ~3,8 млрд л.н. (по окончании заключительной бомбардировки, когда земные породы переплавлялись из-за постоянного падения метеоритов, комет и астероидов) — и уже в них имеются следы бактериальных сообществ: найденные породы образовались под толщей воды вблизи гидротермального источника. Земной океан в ту пору только ещё формировался и представлял собой, вероятно, совокупность неглубоких изолированных бассейнов с водой, представляющей собой кислый солевой раствор с температурами до 90 °C.
К середине архея гидросфера, вероятно, образовала единый океан, омывавший древнейший гипотетический материк Ваальбару и — несколько позже — материк Ур. Собственно в это время начал действовать механизм тектоники плит, и объём континентальной коры начал быстро расти. Неизвестно, существовали ли в то время другие участки суши, однако древнейшая сохранившаяся до сегодняшнего дня континентальная кора соответствует этим первым континентам. В новом архее они образовали первый суперконтинент Кенорланд (размерами, видимо, не превышавший один средний материк современности).

### Раннепротерозойскиеконтиненты (2,5 — 1,6 млрд л.н.)
Начавшийся ещё в конце неоархея распад Кенорланда завершился в сидерии. Северная часть Кенорланда (включающая гренландский и ангарский кратоны) некоторое время сохраняла единство и обозначается иногда как палеоконтинент Арктика. В это время происходит кислородная революция и связанное с ней Гуронское оледенение.
В конце рясия в южном полушарии из блоков, входящих ныне в Южную Америку и Африку, сложился крупный материк Атлантика. К концу орозирия к нему присоединились большинство блоков северного полушария, таким образом образовался сверхконтинент Колумбия.

### Среднепротерозойскиеконтиненты (1,6 — 1 млрд л.н.)
На протяжении первой половины мезопротерозоя Колумбия меняла очертания и расположение, в основном оставаясь в приэкваториальной зоне, то есть одной половиной находясь преимущественно в северном полушарии (основной этой части был палеоматерик Арктика, включавший североамериканский, сибирский и балтийский кратоны, к нему также прилегали блоки, составляющие сегодня Австралию и Антарктиду), а второй половиной — в южном (основой этой части был палеоматерик Атлантика, состоявший из нынешних южноамериканских и африканских кратонов).
В начале эктазия Колумбия распалась на северную и южную части, а те затем и на более мелкие блоки. Через 300 млн л., в стенийском периоде, они снова сложились в сверхконтинент — Родинию, причём части будущих Австралии, Антарктиды и Азии прошли район северного полюса и приблизились к месту сборки с другой стороны.

### Позднепротерозойскиеконтиненты (1 млрд л.н. — 550 млн л.н.)
На протяжении всего неопротерозоя бо́льшая часть суши являла собой единый массив: Родинию, а затем Паннотию. В вендском периоде от сверхконтинента в районе южного полюса отломились три крупных блока: Сибирь, Лаврентия и Балтика (в течение палеозоя они достигнут северного полушария, а в мезозое станут основой формирующихся Азии, Северной Америки и Европы соответственно). Остальная часть Паннотии будет в основном сохранять единство вплоть до образования Пангеи: этот протяжённый массив от района южного полюса до умеренных широт северного называют Гондваной (или Гондваной Палеозойской — в отличие от Гондваны Мезозойской, которая образовалось после раскола Пангеи и уже не включала в себя азиатских блоков).

### Фанерозойскиеконтиненты (последние 550 млн л.)
Традиционно кратонами (древними плитами) называют блоки коры докембрийского возраста, поэтому породы, возникшие начиная с кембрия, можно называть новыми.
541 млн л.н. происходит Кембрийский взрыв — бурное развитие новых типов многоклеточных организмов и революционная перестройка биосферы. Начиная с этого времени органические остатки встречаются в отложениях значительно чаще, чем в предшествующие эпохи, поэтому последний геологический эон называют «явной жизнью» — греч.  фанерозоем.

#### Кембрийский период
600—500 млн лет назад распределение суши по поверхности Земли было иным, нежели в настоящее время.
На месте Северной Америки и Гренландии существовал материк Лаврентия (Лавренция). Южнее Лаврентии простирался Бразильский материк. Последний был совмещен с Африканским материком, включавшим архейско-раннепротерозойские континентальные блоки современной Африки, Мадагаскар и Аравию. Эти континенты были сочленены с Индией, образуя суперконтинент Паннотия.
Севернее него располагался Русский материк, соответствующий на Русской платформе в границах — дельта Дуная, Днестр, Висла, Норвежское море, Баренцево море, реки Печора, Уфа, Белая, север Каспийского моря, дельта Волги, север Чёрного моря. Центр платформы — город Владимир в междуречье Оки и Волги. На Русской платформе кембрийские отложения распространены почти повсеместно в её северной части, а также известны в западных частях Белоруссии и Украины.
К востоку от Русского материка располагался Сибирский материк — Ангарида, включающий Сибирскую платформу и прилегающие горные сооружения. Территория Китая была разделена на два независимо эволюционировавших блока: Северо-Китайский и Южно-Китайский материки, разделенные широким (до 700 км) океаном.
Примерно на широте Паннотии располагался — Австралийско-Антарктический материк.

#### Ордовикский период
В начале палеозоя (500—440 млн лет назад) в Северном полушарии из древних платформ — Казахстанской, Сибирской, Китайской и Северо-Американской — сложился единый материк Лавразия.
Индостанская (остров Мадагаскар, полуостров Индостан, южнее Гималаев), Африканская (без гор Атласа), Южно-Американская (к востоку от Анд), Антарктическая платформы, а также Аравия и Австралия (к западу от горных хребтов её восточной части) вошли в южный материк — Гондвану.
Лавразия отделялась от Гондваны океаном Тетис (Центральное Средиземноморье, Мезогея), проходившим в мезозойскую эру по зоне Альпийской складчатости: в Европе — Альпы, Пиренеи, Андалузские горы, Апеннины, Карпаты, Динарские горы, Стара-Планина, Крымские горы, Кавказские горы; в Северной Африке — северная часть Атласских гор; в Азии — Понтийские горы и Тавр, Туркмено-Хорасанские горы, Эльбурс и Загрос, Сулеймановы горы, Гималаи, складчатые цепи Бирмы, Индонезии, Камчатка, Японские и Филиппинские острова; в Северной Америке — складчатые хребты Тихоокеанского побережья Аляски и Калифорнии; в Южной Америке — Анды; архипелаги, обрамляющие Австралию с востока, в том числе острова Новая Гвинея и Новая Зеландия. Территория, охваченная альпийской складчатостью, сохраняет высокую тектоническую активность и в современную эпоху, что выражается в интенсивно расчленённом рельефе, высокой сейсмичности и продолжающейся во многих местах вулканической деятельности. Реликтом Пратетиса являются современные Средиземное, Чёрное и Каспийское моря.
Лавразия существовала до середины мезозоя, а её изменения заключались в утрате территорий Северной Америки и последующее переформирование Лавразии в Евразию.
Остров современной Евразии сращен из фрагментов нескольких древних материков. В центре — Русский континент. На северо-западе к нему примыкает восточная часть бывшей Лаврентии, которая после кайнозойских опусканий в области Атлантического океана отделилась от Северной Америки и образовала Европейский выступ Евразии, расположенный западнее Русской платформы. На северо-востоке — Ангарида, которая в позднем палеозое была сочленена с Русским континентом складчатой структурой Урала. На юге — к Евразии причленились северо-восточные части распавшейся Гондваны (Аравийская и Индийская платформы).
Распад Гондваны начался в мезозое, Гондвана была буквально растащена по частям. К концу мелового — началу палеогенового периодов обособились современные постгондванские материки и их части — Южная Америка, Африка (без гор Атласа), Аравия, Австралия, Антарктида.

## Климат
В терминальном рифее (680—570 млн лет назад, соответствует периоду от середины криогения до середины эдиакария) большие пространства Европы и Северной Америки были охвачены обширным лапландским оледенением. Ледниковые отложения этого возраста известны на Урале, в Тянь-Шане, на Русской платформе (Белоруссия), в Скандинавии (Норвегия), в Гренландии и Скалистых горах.
В ордовикский период (500—440 млн лет назад) Австралия располагалась близ Южного полюса, а северо-западная Африка — в районе самого полюса, что подтверждается запечатлевшимися в ордовикских породах Африки признаками широкого распространения оледенения.
В девонский период (от 410 млн до 350 млн лет тому назад) экватор располагался под углом в 55 — 65° к современному и проходил примерно через Кавказ, Русскую платформу и южную Скандинавию. Северный полюс находился в Тихом океане в пределах 0 — 30° северной широты и 120—150° восточной долготы (в районе Японии).
Поэтому на Русской платформе климат был приэкваториальным — сухим и жарким, отличался большим разнообразием органического мира. Часть территории Сибири занимали моря, температура воды которых не спускалась ниже 25 °C. Тропический (гумидный) пояс, в разное время девонского периода простирался от современной Западно-Сибирской равнины на севере до юго-западного края Русской платформы [1, В. Н. Тихий, ст. Девонский период]. На основе палеомагнитного изучения пород установлено, что на протяжении большей части палеозоя и Северная Америка располагалась в экваториальной зоне. Ископаемые организмы и широко распространенные известняки этого времени свидетельствуют о господстве в ордовике теплых мелководных морей.
Напротив, на территории Гондваны климат был приполярным. В Южной Африке (в Капских горах) в свите Столовой горы, в бассейне Конго и в южной части Бразилии имеются ледниковые образования (тиллиты) — свидетели холодного околополярного климата. В протерозое и верхнем карбоне развивалось обширное оледенение. В Южной Австралии, Китае, Норвегии, Южной Африке, на юге Европы, в Южной Америке в пределах этого пояса обнаружены признаки ордовикского оледенения. Следы верхнекаменноугольного оледенения известны в Центральной и Южной Африке, на юге Южной Америки, в Индии и Австралии. Оледенения установлены в нижнем протерозое Северной Америки, в верхнем рифее (рифей — 1650—570 млн лет) Африки и Австралии, в венде (680—570 млн лет назад) Европы, Азии и Северной Америки, в ордовике Африки, в конце карбона и начале перми на материке Гондвана. Органический мир этого пояса отличался обеднённостью состава. В каменноугольном и пермском периодах на материке Гондвана развивалась своеобразная флора умеренного и холодного пояса, для которой было характерно обилие глоссоптерисов и хвощей.
В девоне северный (аридный — засушливый) пояс охватывал Ангариду (Северную Азию) и складчатые сооружения, примыкавшие к нему с юга и востока, господствовал на континентах: Ангарском, Казахском, Балтийском и Северо-Американском.
В Колорадо (часть бывшей Лаврентии) в ордовикских песчаниках обнаружены фрагменты самых примитивных позвоночных — бесчелюстных (остракодерм).
После окончания цикла геосинклинальное развитие может повториться, но всегда какая-то часть геосинклинальных областей в конце очередного цикла превращается в молодую платформу. В связи с этим в течение геологической истории площадь, занятая геосинклиналями (морями), уменьшалась, а площадь платформ увеличивалась. Именно геосинклинальные системы являлись местом образования и дальнейшего нарастания континентальной коры с её гранитным слоем.
Периодический характер вертикальных движений в течение тектонического цикла (преимущественно опускание в начале и преимущественно поднятие в конце цикла) каждый раз приводил к соответствующим изменениям рельефа поверхности, к смене трансгрессий и регрессий моря. Те же периодические движения влияли на характер отлагавшихся осадочных пород, а также на климат, который испытывал периодические изменения. Уже в докембрий тёплые эпохи прерывались ледниковыми. В палеозое оледенение охватывало по временам Бразилию, Южную Африку, Индию и Австралию. Последнее оледенение (в Северном полушарии) было в антропогене. 

## Фауна
Традиция фаунистического районирования, согласно которой суша Земли разделяется на четыре фаунистических царства: Арктогея, Палеогея, Неогея, Нотогея, — находит палеонтологическое объяснение в понимании миграций видов по мезозойским-кайнозойским материкам.
Арктогея («северная земля») с центром группирования на Русской платформе включает также Голарктическую, Индо-Малайскую, Эфиопскую области и занимает Евразию (без Индостана и Индокитая), Северную Америку, Северную Африку (включая Сахару). Животный мир Арктогеи характеризуется общностью происхождения. В Арктогее обитают только плацентарные млекопитающие.
Неогея («новая земля», более поздняя по времени, образовавшаяся из продуктов распада Гондваны) занимает Южную, Центральную Америку от Нижней Калифорнии и южной части Мексиканского нагорья на севере до 40° ю. ш. на юге и прилежащие к Центральной Америке острова. Распространены плацентарные.
Нотогея («южная земля») занимает Австралию, Новую Зеландию и острова Океании. Длительная изоляция Нотогеи привела к формированию фауны, богатой эндемиками (изолированные виды). Число плацентарных млекопитающих относительно невелико, и обычно они завезены человеком: мышиные, рукокрылые, псовые. Антарктическая суша, в прошлом составлявшая единую землю с Австралией и ныне населённая преимущественно морскими животными, не входит ни в одно из царств.
Палеогея занимает главным образом тропические районы Восточного полушария. Для Палеогеи характерны группы животных древней фауны Гондваны — её Бразильско-Африканского континента: страусы, двоякодышащие рыбы, черепахи, а также хоботные, человекообразные обезьяны, хищные и др.